# 彼得斯出版社
彼得斯出版社（Edition Peters）是一家位於德國萊比錫的樂譜出版公司，創建於1800年。

## 沿革
1800年12月1日，作曲家弗朗兹·安东·霍夫迈斯特和管風琴家安波羅修·屈內爾（Ambrosius Kühnel）一同在萊比錫創立了「音樂分社」（法語：Bureau de Musique），除了出版之外，也從事打印、印刷業務，並設有實體店面，販售樂譜、樂器等。彼得出版社最早的出版紀錄包括了海頓、莫扎特的室內樂作品，以及貝多芬的早期創作等。此外，蒂爾克、托马谢克與施波尔等當代作曲新銳亦與該社有所往來。

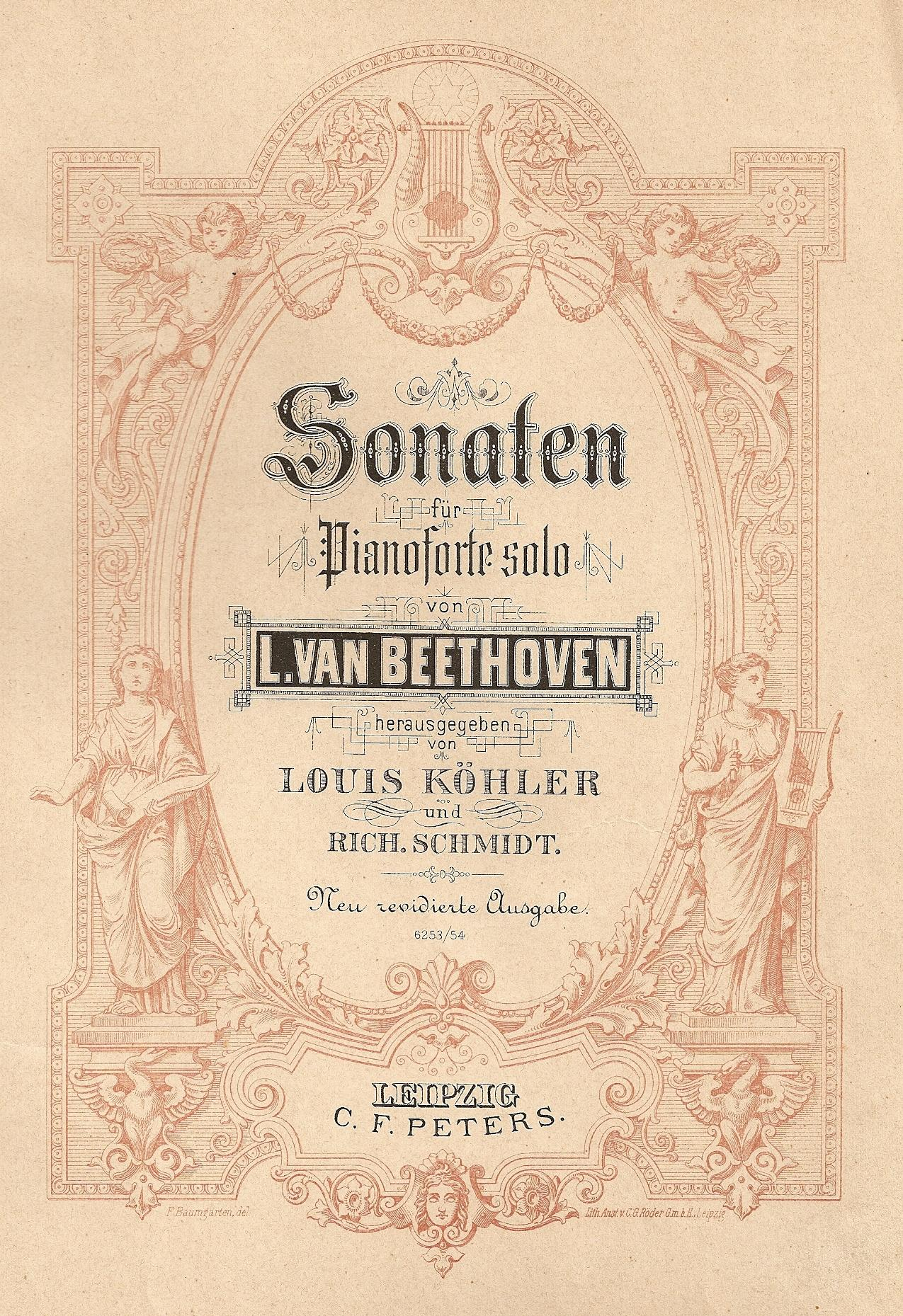
彼得斯出版社的貝多芬鋼琴奏鳴曲封面頁

創辦人過世後，公司輾轉由萊比錫書商卡爾·弗里德里希·彼得斯（Carl Friedrich Peters）所有。當時，萊比錫的經濟活動因為戰爭而受到嚴重的打擊，彼得斯逆勢而行，引入了韦伯、胡邁爾、克倫格爾、里斯等人的作品。彼得斯的繼任者卡爾·博梅（Carl Gotthelf Siegmund Böhme）則趁著萊比錫的「巴赫復興熱潮」再版了許多巴赫作品。博梅逝世後，公司短暫委由萊比錫市政府轄下的一慈善機構進行運營，而後則由柏林書商尤利烏斯·弗里德蘭德勒（Julius Friedländer）於1860年4月21日收購。
1863年，馬克思·亞伯拉罕（Max Abraham）加入了經營團隊，在他的介紹下，引入了萊比錫印刷商卡爾·戈特利布·羅德的新技術，提升了印刷品質。1867年，往後聞名遐邇的「彼得斯版本」（Edition Peters，同名）系列樂譜於焉問世。在這一系列的樂譜中，可以以封面的選色辨識其內容：凡是淺綠色封面者，內容是不受版權條件限制的早期作品，粉紅色封面則是近、當代作品，以及其他樂譜出版公司所轉讓的版權作品等。1880年，弗里德蘭德勒退出公司，由亞伯拉罕獨攬公司經營權。1900年左右，當時的主要作曲家如勃拉姆斯、布鲁赫、格里格、路易斯·克勒、莫什科夫斯基、雷格、辛丁、瓦格纳等人，皆透過彼得斯出版自己的作品。
馬克思·亞伯拉罕過世之後，由他的姪子亨利·辛利希森接手出版事業，辛利希森則引入了馬勒、普菲茨纳、勋伯格、沃尔夫等人的作品。1932年，原先由約瑟夫·艾布爾所出版的理查德·施特劳斯作品，亦轉入彼得斯旗下。三〇年代，辛利希森的三個兒子馬克思、華爾特、漢斯-姚阿幸亦先後加入團隊。
隨著納粹德國的崛起，馬克思·辛利希森移居倫敦，並在當地創辦了「辛利希森出版」（Hinrichsen Edition，1975年更名為「彼得斯出版社倫敦分社」）。華爾特·辛利希森則於1948年前往紐約，設立了「卡·弗·彼得斯實業」（C. F. Peters Corp.）。留居德國的辛利希森一家則在納粹當局的要求下，將公司轉售予約翰內斯·佩楚尔（Johannes Petschull），佩楚尔則在1950年轉往法蘭克福，在馬克思·辛利希森與華爾特·辛利希森的協助下，建立了法蘭克福分社。
如同其他萊比錫的出版事業一般，彼得斯出版社在同盟國聯軍的轟炸之下，亦受傷慘重。1947年，萊比錫的本部整建完成，重新開張。1949年，萊比錫的事業在東德當局的要求下收歸國有，首任官派負責人為格奧爾格·西爾納（Georg Hillner），其後則是音樂學學者貝恩德·帕赫尼柯（Bernd Pachnicke）。在共產政權轄下，萊比錫的彼得斯出版社主要出版保羅·德紹、汉斯·艾斯勒、克里斯蒂安·蓋斯勒等受官方認可的作曲家之作品，這類作品當然也包括蘇聯的哈恰圖良、肖斯塔科维奇等人的創作在內。此外，他們也印行貝多芬、蕭邦、佛瑞、馬勒、斯克里亞賓、韋瓦第等人的「原典版本」（urtext edition，指經過考據、符合作曲家原意的樂譜版本）樂譜。
兩德統一之後，萊比錫方面的事業併入法蘭克福分社，合併後的公司另又陸續收購了貝里埃（M. P. Belaieff，1971年）、史旺（Schwann，1974年）與康特（C. F. Kahnt，1989年）等出版事業。

### 近期動態
2010年，倫敦、紐約、法蘭克福和萊比錫四地的彼得斯相關事業宣布將重新整併，成立「彼得斯出版集團」（Edition Peters Group），總部設於法蘭克福。2014年，其企業總部遷往發源地萊比錫。

## 外部連結
- 彼得斯出版社的官方網站 （页面存档备份，存于）
- 彼得斯出版社的免费乐谱，由国际乐谱典藏计划提供